# Ricinocarpos gloria-medii
Ricinocarpos gloria-medii là một loài thực vật có hoa trong họ Đại kích. Loài này được J.H.Willis miêu tả khoa học đầu tiên năm 1975.